# Eckart Hien
Eckart Hien (ur. 13 maja 1942 w Monachium) – niemiecki prawnik, w latach 2002–2007 przewodniczący Federalnego Sądu Administracyjnego (Bundesverwaltungsgericht).
W 1970 roku, po ukończeniu studiów prawniczych podjął pracę jako urzędnik administracyjny w lokalnej administracji Górnej Bawarii. W 1980 roku został sędzią Bawarskiego Sądu Administracyjnego. W 1986 przeszedł, również jako sędzia, do Federalnego Sądu Administracyjnego (Bundesverwaltungsgericht). W 2002 został jego przewodniczącym.
W październiku 2007 Uniwersytet w Lipsku, a 17 czerwca 2008 Uniwersytet Warszawski przyznały mu tytuły doktora honoris causa.